# Polly of the Storm Country
Polly of the Storm Country er en amerikansk stumfilm fra 1920 af Arthur Rosson.

## Medvirkende
- Mildred Harris som Polly
- Emory Johnson som Robert Robertson
- Charlotte Burton som Evelyn Robertson
- Harry Northrup som Marcus MacKenzie
- Ruby Lafayette som Granny Hope
- Maurice Valentin som Jeremiah Hopkins
- Charles West som Oscar Bennett
- Mickey Moore som Wee Jerry